# Canal Melado
El Canal Melado, ubicado en la comuna de Colbún de la Región del Maule en Chile, es un canal artificial para el trasvase de aguas desde el Río Melado a los ríos Ancoa, Putagán y Achibueno para su utilización optimal como aguas de riego durante el verano.

## Historia
A consecuencia de la paralización de las oficinas salitreras el año 1914 y con el objetivo de absorber la cesantía provocada por ella, se promulgó la ley N° 2953 que autorizó al Fisco a invertir fondos en la construcción de cuatro obras de riego: el Canal Mauco en la provincia de Valparaíso, el Canal Maule en la provincia de Talca, el Canal Melado en la provincia de Linares y el Canal Laja en la provincia de BíoBío.
Antes de la creación de la Inspección de Regadío existía ya la idea de vitalizar el área de Linares por medio del riego con aguas de los ríos Putagán, Achibueno, Longaví y otros. Sin embargo, sus caudales no eran suficientes para los planes del gobierno por lo que se pensó en dos alternativas: extraer aguas del río Maule o del Melado.
En 1916 se nombró jefe del proyecto al ingeniero Carlos Ponce de León, con un presupuesto de $12.000.000 para acometer la obra que se desarrollaría en una zona alejada, sin infraestructura y que debía atravesar el cordón del Melado y pasar por escarpadas laderas.
Inicialmente se proyectó para 30,000 hectáreas para cuyo se servicio se dispondría de un caudal de 30 m³/s, una pérdida de 6 m³/s en el trayecto con lo que se llegaría a 24 m³/s al río Ancoa. La tasa de riego sería de 0.8 lt/s por hectárea.: 238 

## Trayecto y Construcción

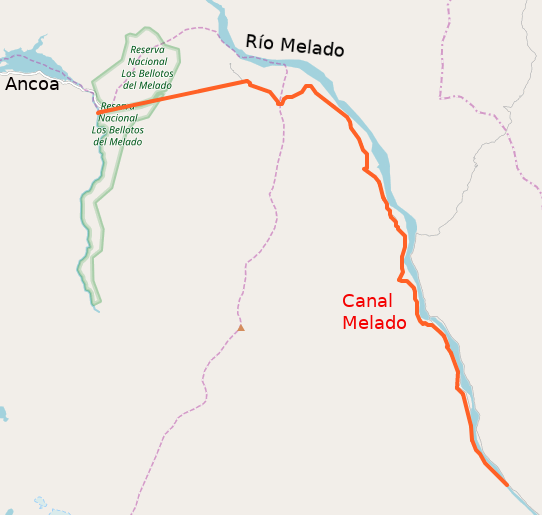
El canal deriva sus aguas desde el río Melado, las lleva casi paralelas hasta que vira hacia el oeste por un túnel que también atraviesa la reserva natural "Los bellotos del Melado" para desaguar en el embalse Ancoa.

Las obras del Melado se construyeron entre los años 1918 y 1930, empezando a dar servicio en 1932 aunque el estado continuó administrando el canal debido a múltiples trabajos que debían realizarse para su terminación definitiva. 
A 36 km de la desembocadura del Río Melado en el Río Maule (35°58'22", 70°58'43") una bocatoma con compuerta capta aguas en la ribera sur-poniente del Melado que ingresan a un túnel de 70 m para luego continuar en canal abierto en dirección sur norte por la ladera del cerro Torrecillas. En el kilómetro 18,5 cambia su dirección a poniente y entra a un túnel de 4,2 km que cruza el portezuelo del Melado para descargar aguas en el Río Ancoa.
El canal debe atravesar en total 13 túneles de diversas longitudes, con un total de 7144 m, que son aproximadamente un 33% del trayecto del canal. Además, cruza los acueductos Las Hormigas (17 m) y Las Yeguas (30 m).
También fueron construidos los siguientes puentes sifones de concreto armado:
1. El Toro, 79 m de longitud, presión máxima 13 m con 2 tubos de 2,50 m de diámetro (ø)
2. El Torrecillas, 69 m de longitud, presión máxima de 12 m, dos tubos de 2,5 m ø
3. EI Salta, 134 m de longitud, presión máxima de 35 m, con dos tubos de 2,40 m ø
4. El sifón de «Los Medina» de 120 m de largo, presión máxima 7 m, con dos tubos de 2,40 m ø

Se debieron mejorar los caminos de acceso desde Linares a la zona en lo que se invirtió no menos de $500.000. Desde mayo de 1926, abierta ya la galería de avance del túnel mayor, pudo utilizarse como vía de transporte y también el lecho (seco aun) del canal se utilizó como camino, abaratando los costos de transporte.
Para la perforación del túnel largo se establecieron tres turnos diarios, para cada entrada del túnel, y se obtuvieron rendimientos de entre 1.7 m y 0.5 m por día dependiendo de la dureza del cerro. Debido a la debilidad del terreno se produjeron derrumbes internos que causaron víctimas entre los trabajadores de las faenas.: 243 

### Centrales hidroeléctricas
Para proporcionar fuerza eléctrica se construyeron dos centrales hidroeléctricas de paso que abastecían de electricidad a compresores de aire que a su vez daban fuerza a las perforadoras Ingersoll y Sullivan de poder variable entre 70 y 120 pies cúbicos de aire por minuto.: 242 

## Planes
En año 2012 se estudia la posibilidad de instalar 5 centrales de hidroeléctricas de pasada cuya producción sería integrada al Sistema interconectado central.

## Servicio
Las aguas riegan actualmente 50.000 hectáreas y sirven a más de 2.800 agricultores de la región ubicados en la zona entre el Río Putagán y el Río Longaví, siempre al oriente de la Carretera panamericana.
| Mes | Caudal [m³/s] | Histórico máximo |
| sep | 5,40          | 7,77             |
| oct | 12,60         | 17,70            |
| nov | 16,20         | 22,76            |
| dic | 18,00         | 25,29            |
| ene | 18,00         | 25,29            |
| feb | 16,20         | 22,76            |
| mar | 10,80         | 15,17            |
| abr | 7,20          | 10,12            |
| may | 3,60          | 5,06             |
| jun | 3,60          | 5,06             |
| jul | 3,60          | 5,06             |
| ago | 3,60          | 5,06             |